# Ново-Лески
Ново-Лески (болг. Ново Лески) — село в Благоевградской области Болгарии. Входит в состав общины Хаджидимово. Находится примерно в 7 км к западу от центра города Хаджидимово и примерно в 78 км к юго-востоку от центра города Благоевград. По данным переписи населения 2011 года, в селе  проживало 482 человека.

## Население
| Год     | 1934 | 1946 | 1956 | 1965 | 1975 | 1985 | 1992 | 2001 | 2011 |
| ------- | ---- | ---- | ---- | ---- | ---- | ---- | ---- | ---- | ---- |
| Жителей | 557  | 725  | 781  | 660  | 597  | 627  | 597  | 539  | 482  |

| Национальность  | Человек | Процент |
| --------------- | ------- | ------- |
| болгары         | 338     | 76,99%  |
| другие          | 98      | 22,32%  |
| не определились | 3       | 0,68%   |
| Всего ответов   | 439     |         |

|  |